# Scindapsus carolinensis
Scindapsus carolinensis là một loài thực vật có hoa trong họ Ráy (Araceae). Loài này được Hosok. miêu tả khoa học đầu tiên năm 1937.